# Hauptstraße C41
Die Hauptstraße C41 (englisch Main Road C41) verläuft im Norden Namibias. Sie führt von Oshakati bis nach Opuwo.
Die Straße ist lediglich im westlichen und im östlichen Teil asphaltiert, jedoch nicht auf einem 103 Kilometer langen zentralen Abschnitt östlich der Hauptstraße C35.